# Рагуза (провінція)
Провінція Рагуза (італ. Provincia Regionale di Ragusa) — провінція в Італії, у регіоні Сицилія. 
Площа провінції — 1 614 км², населення — 320 572 осіб.
Столицею провінції є місто Рагуза.

## Географія

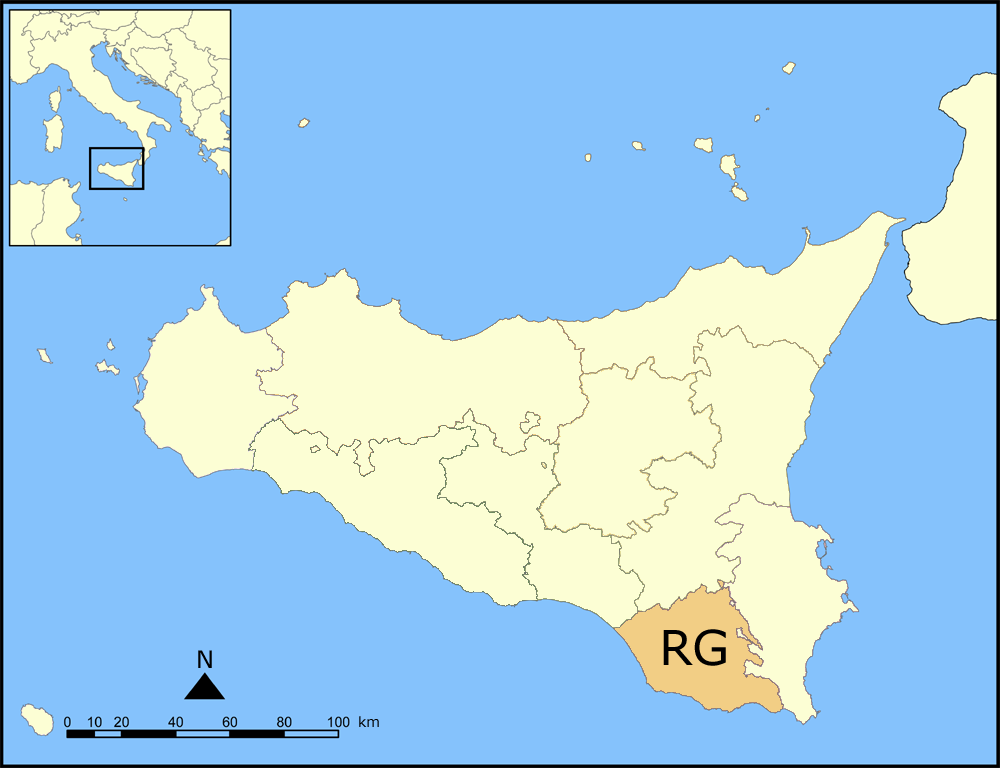
Мапа провінції

Межує з провінцією Сиракуза, провінцією Катанія і провінцією Кальтаніссетта та Середземним морем.

## Галерея зображень

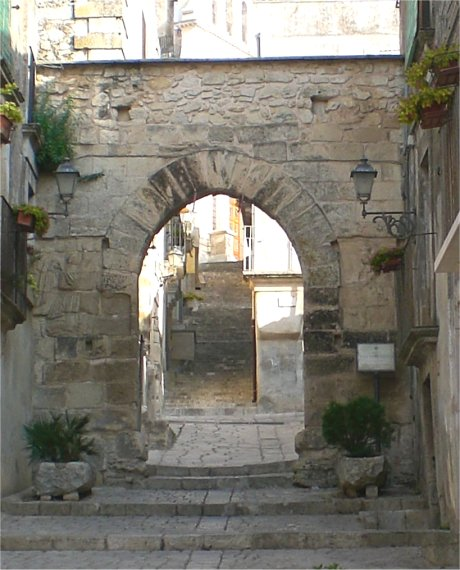
Арка Передвістя, XIV століття в К'ярамонте-Гульфі
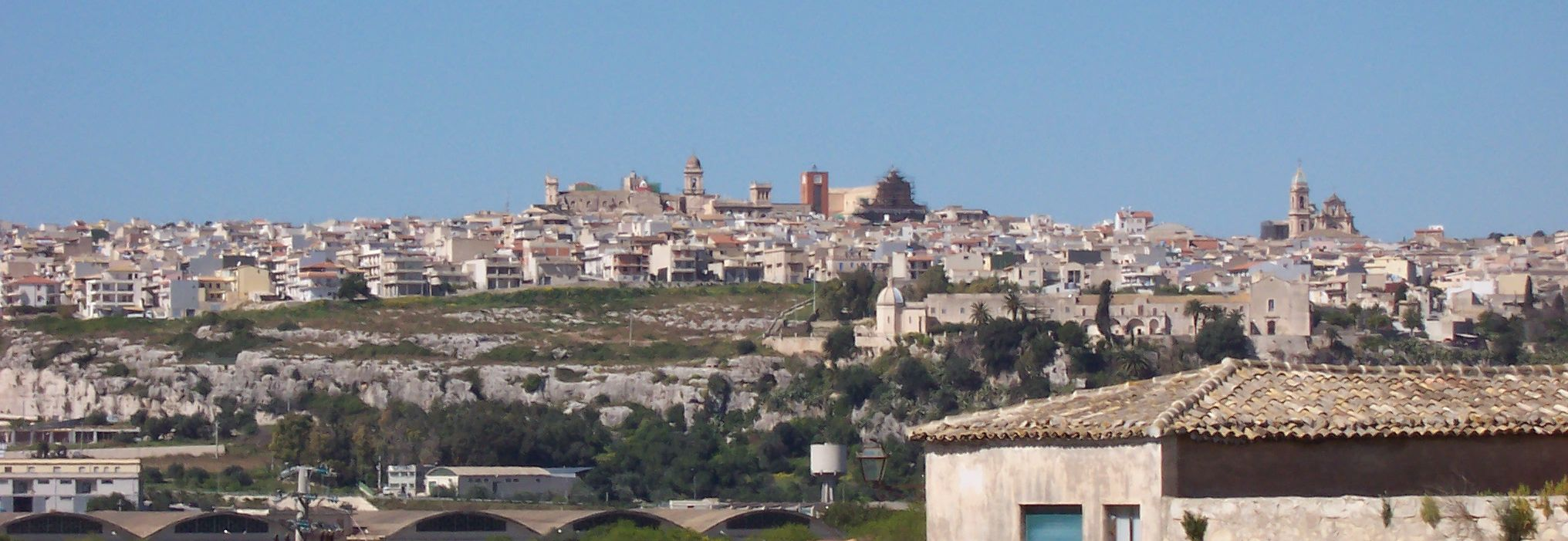
Панорама Іпіки
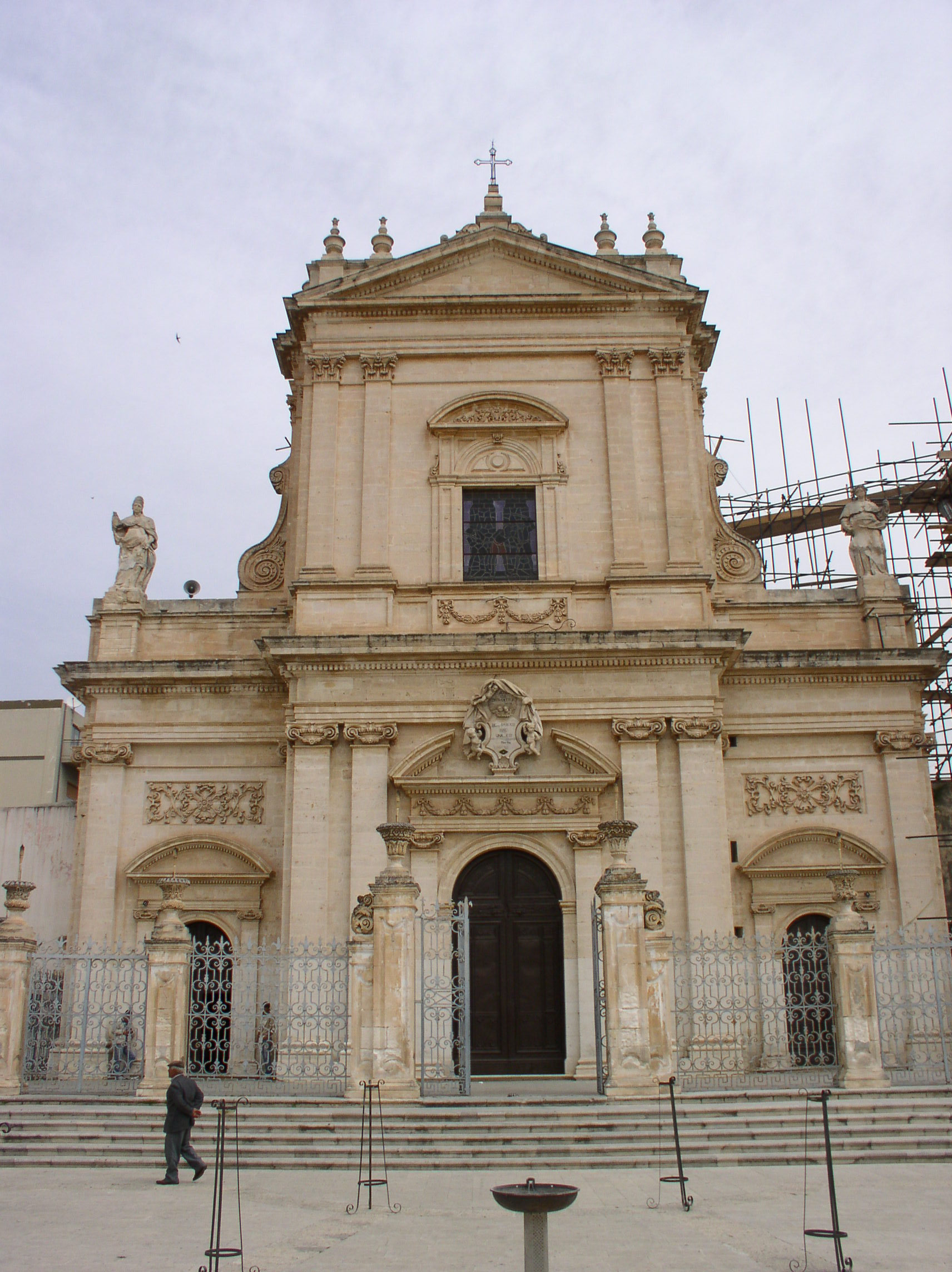
Фасад храму Св. Марії Маджоре в Іспіці
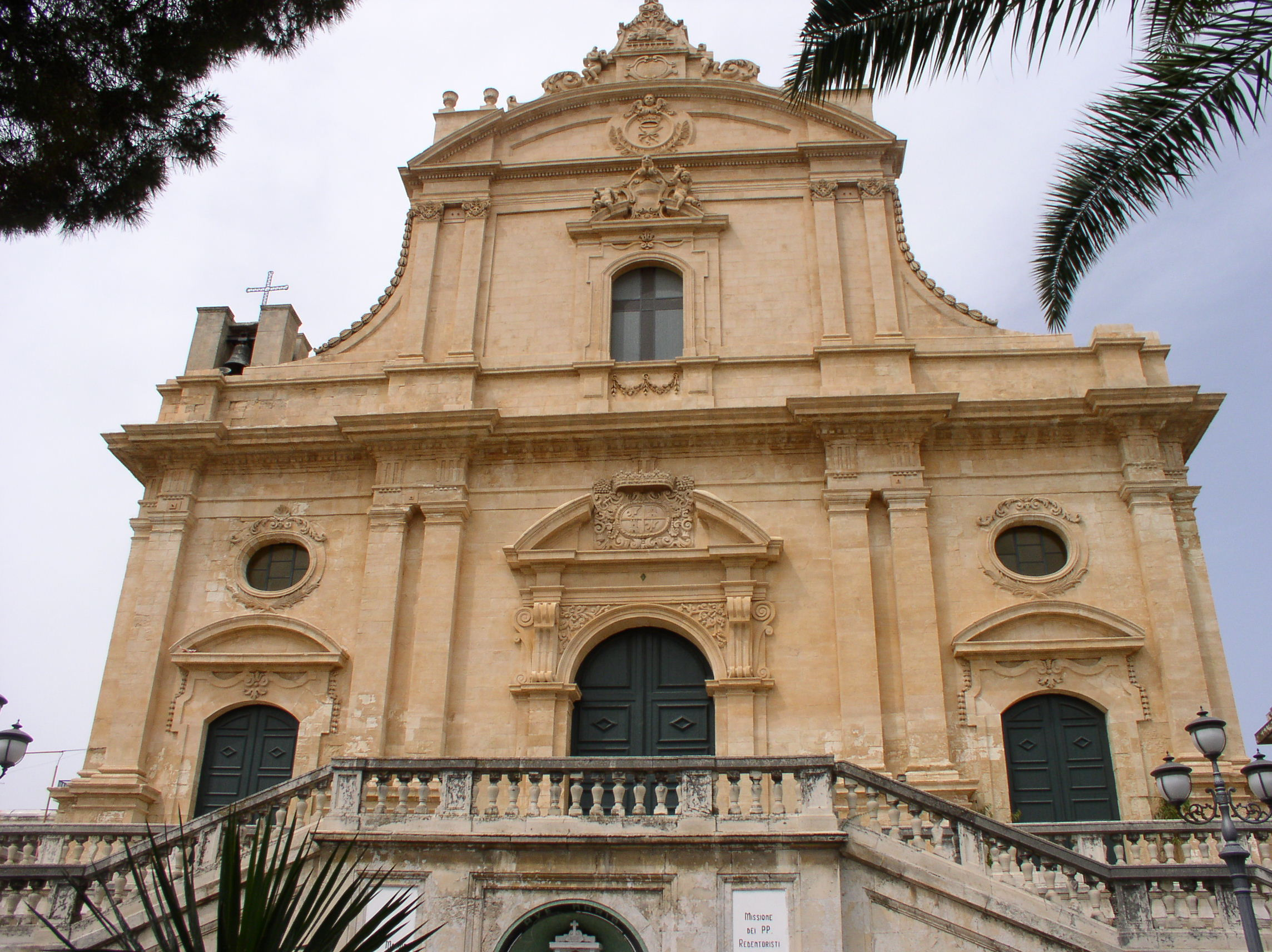
Собор Св. Бартоломео (Варфоломея) в Іспіці
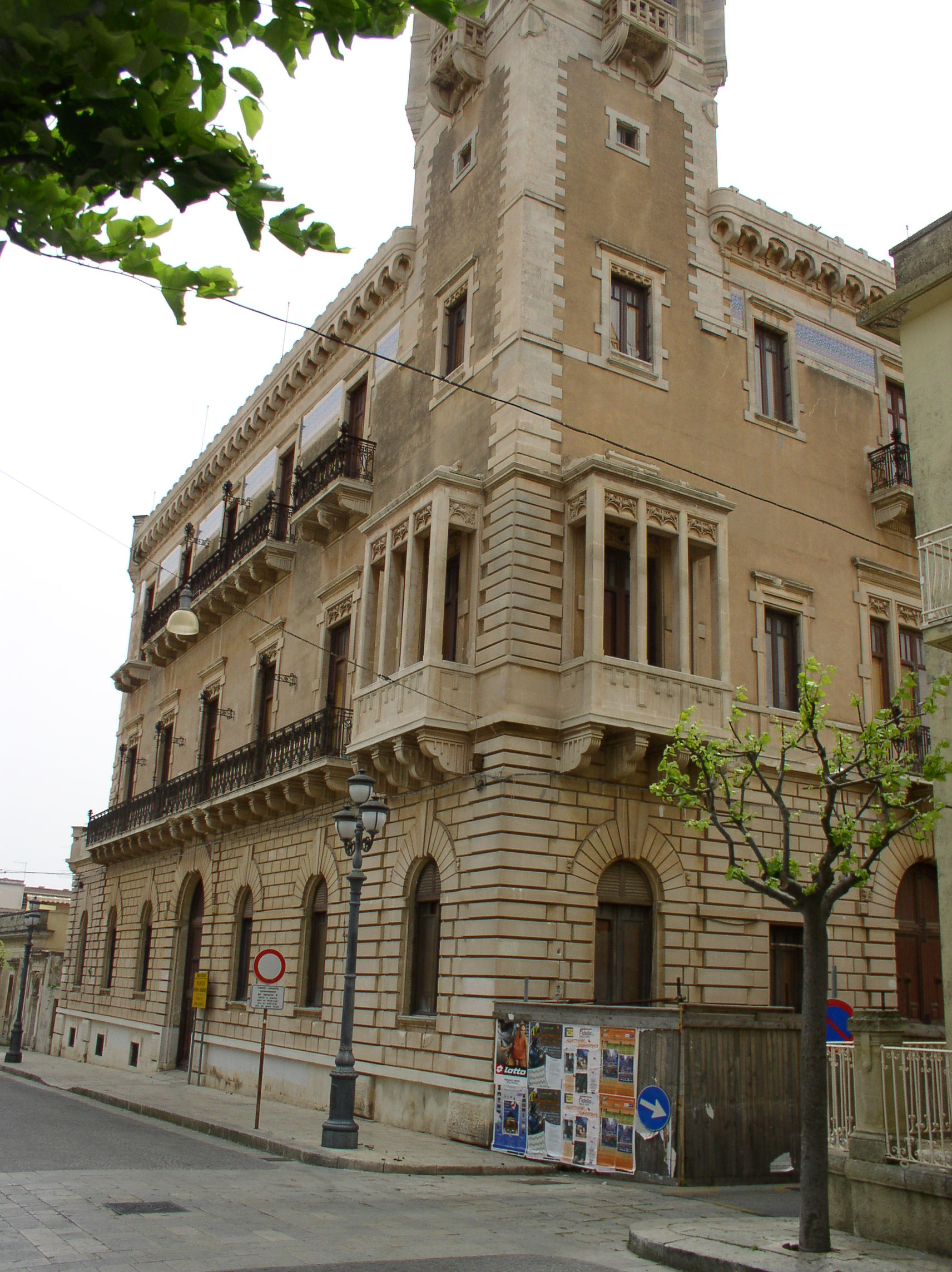
Палац Бруно ді Бальмонте в Іспіці
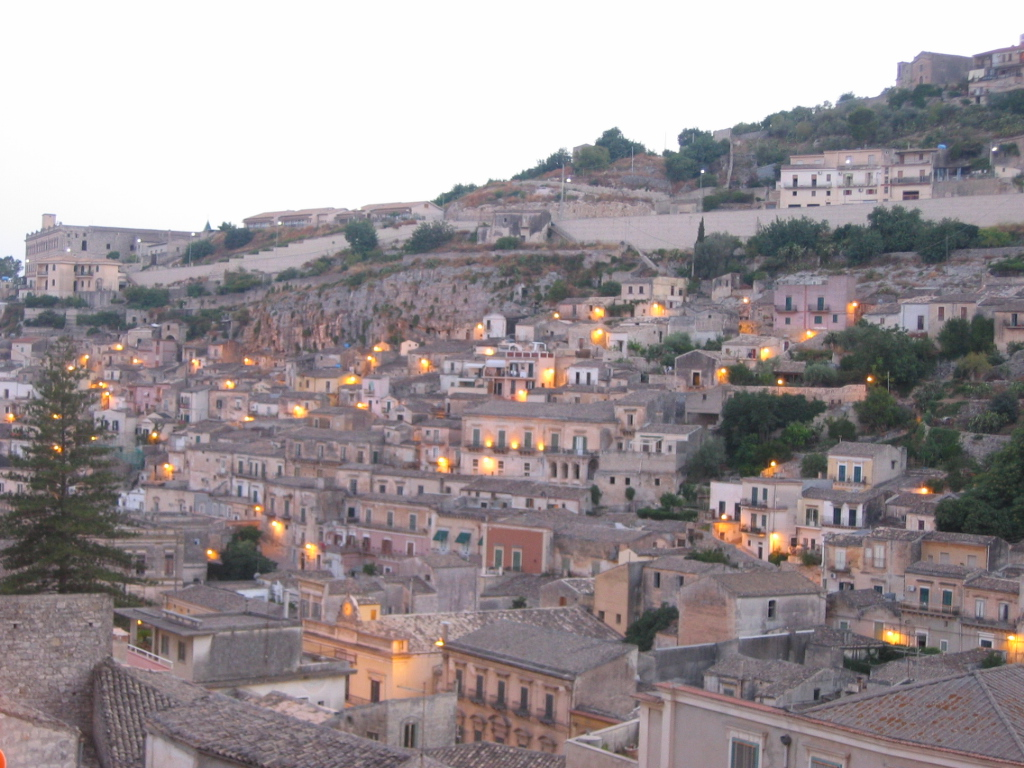
Панорама Модіки
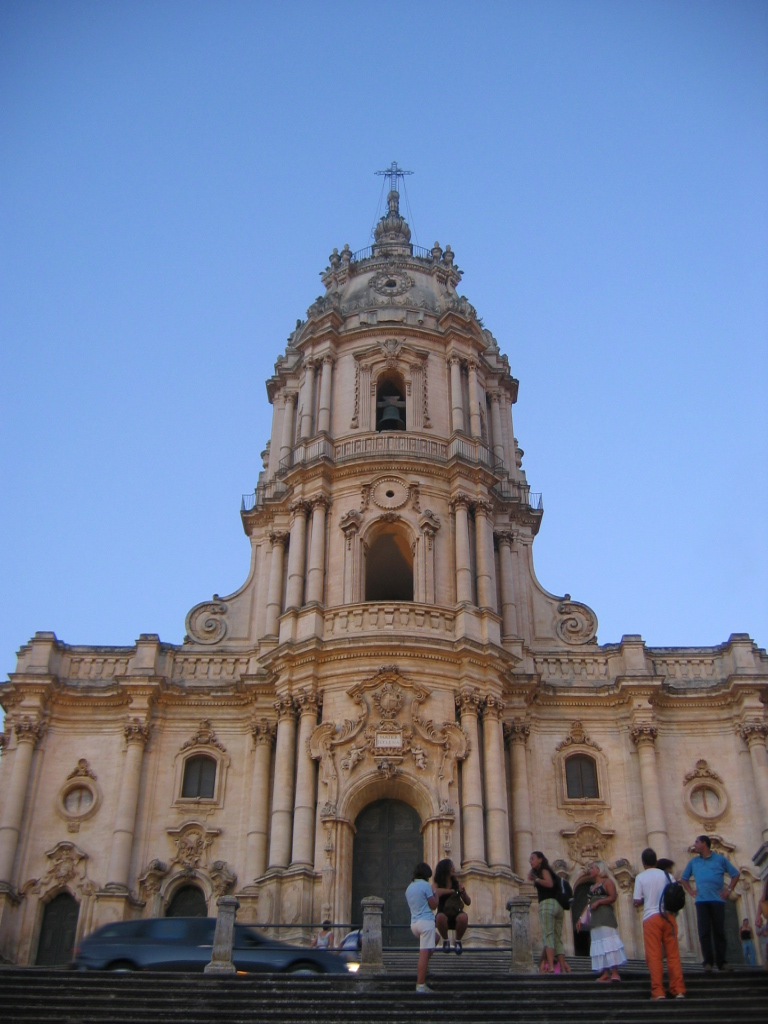
Фасад церкви Матері Св. Джорджо (Георгія) в Модіці
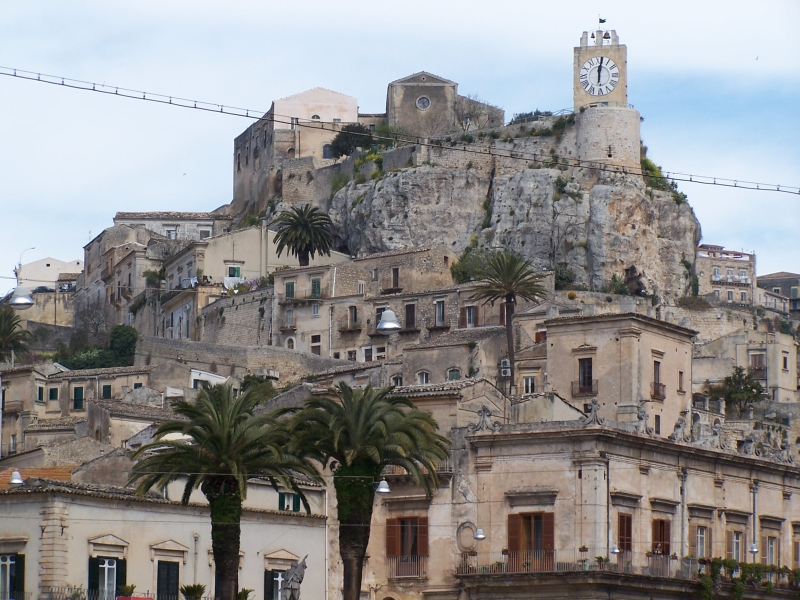
Замок графів Модіки
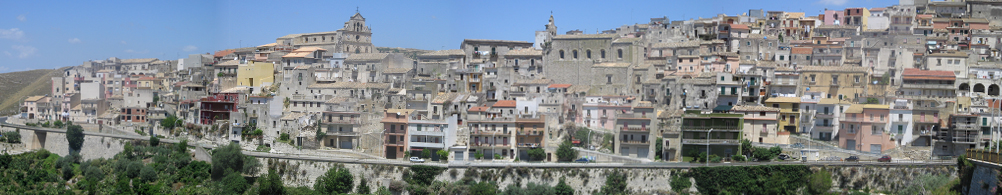
Панорама Монтероссо-Альмо
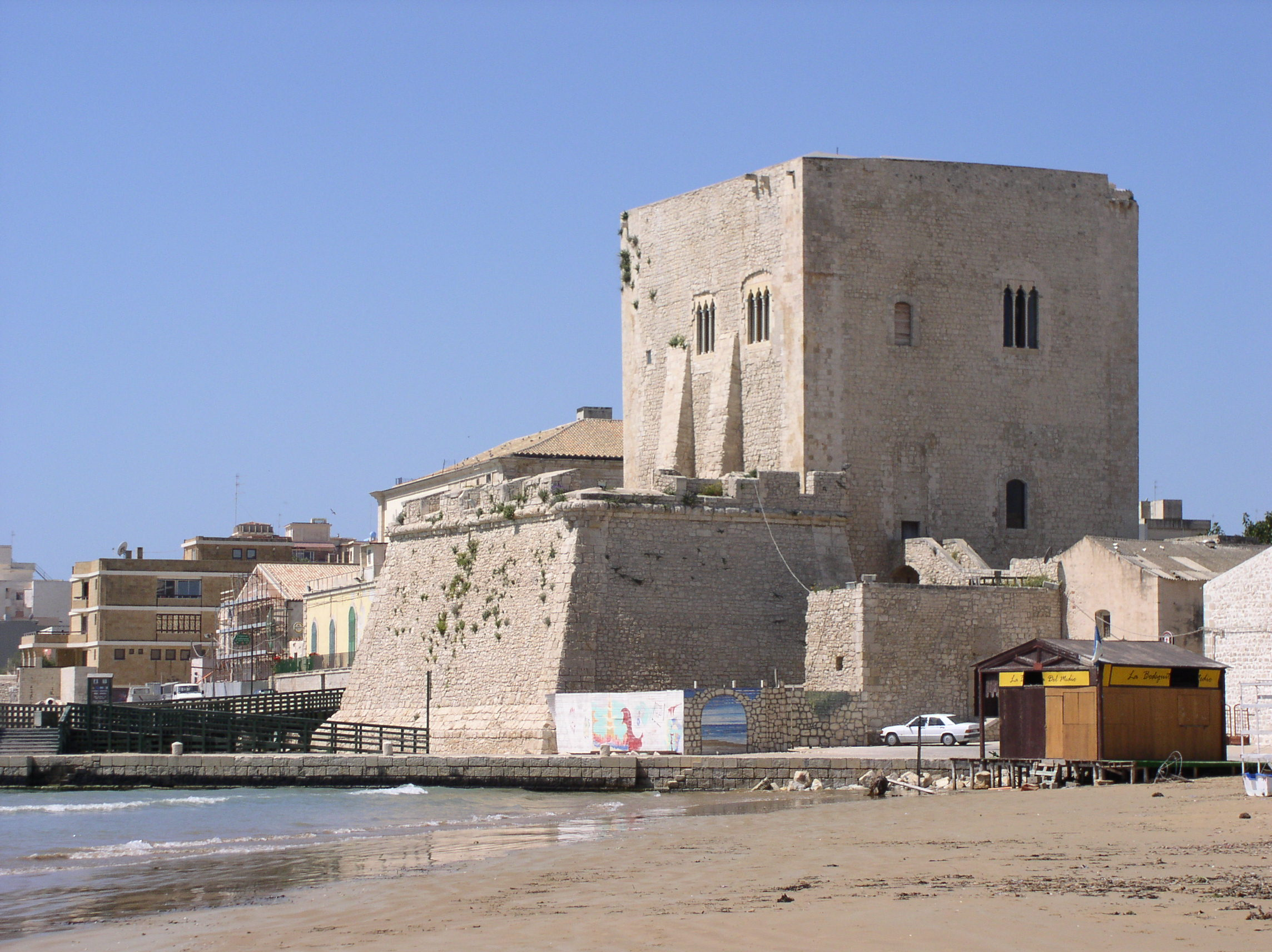
Вежа Кабрера в Поццалло
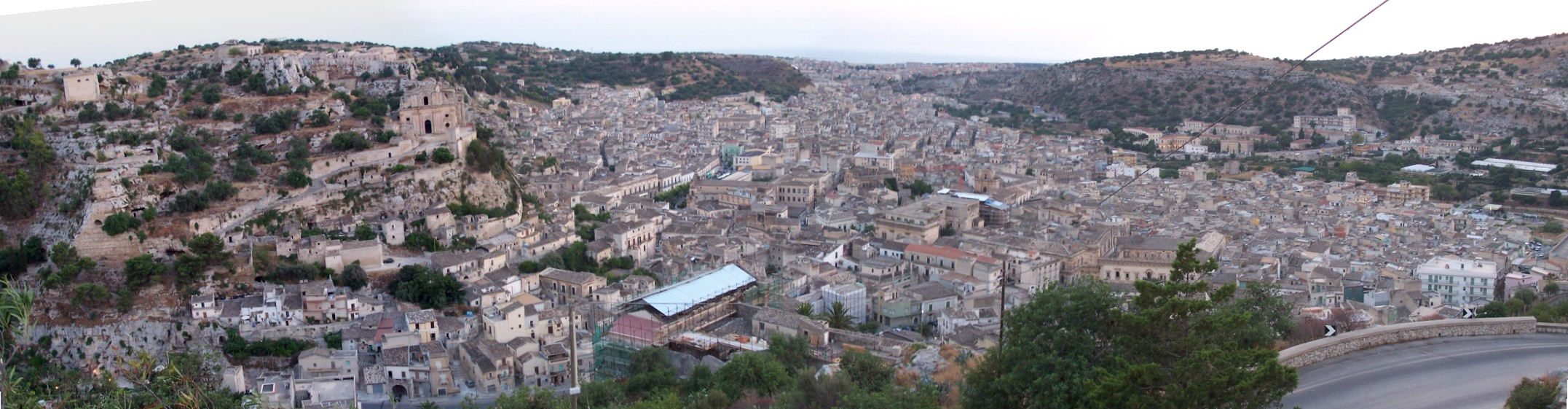
Панорама Шіклі
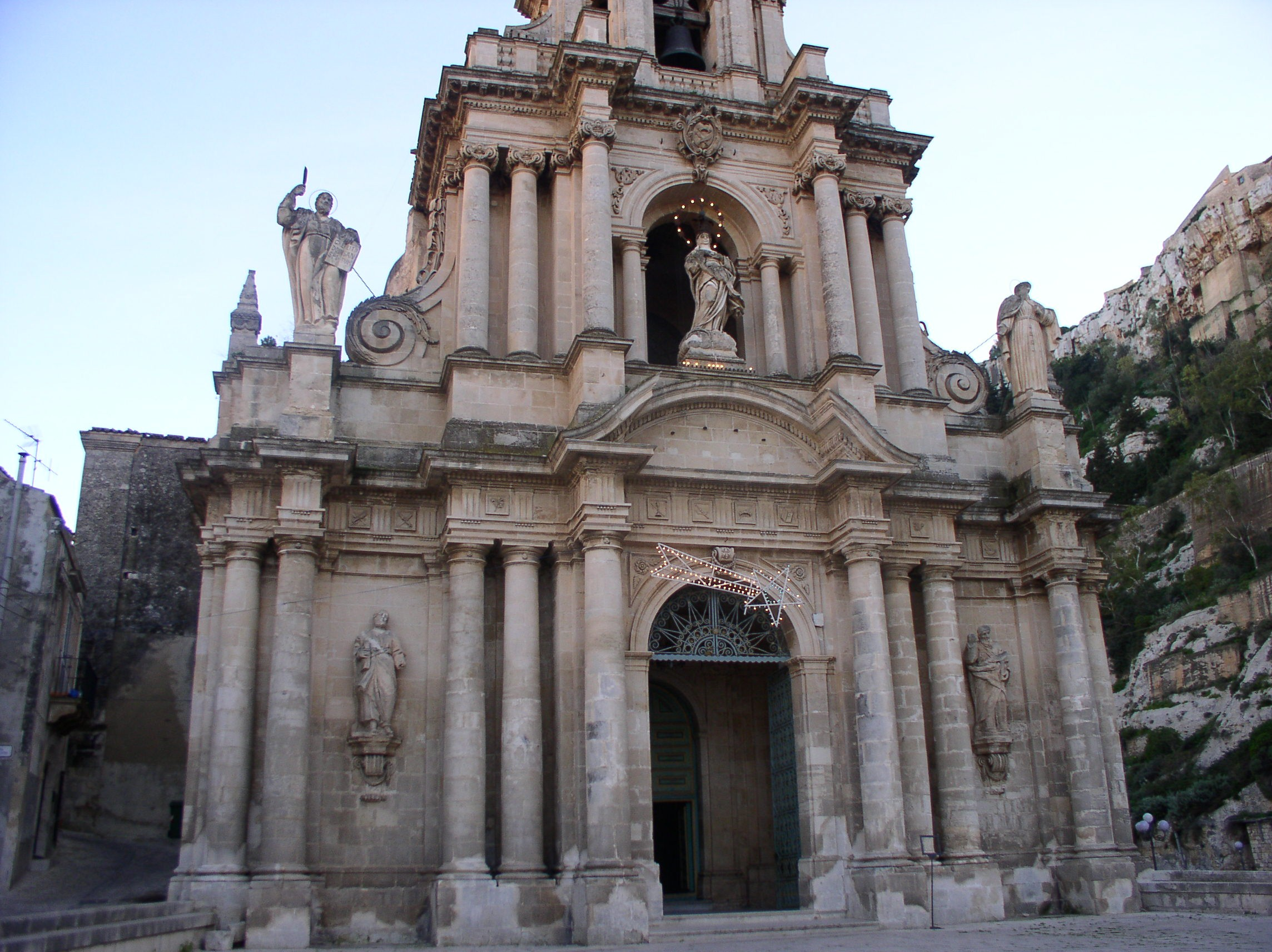
Церква Св. Бартоломео (Варфоломея) в Шіклі
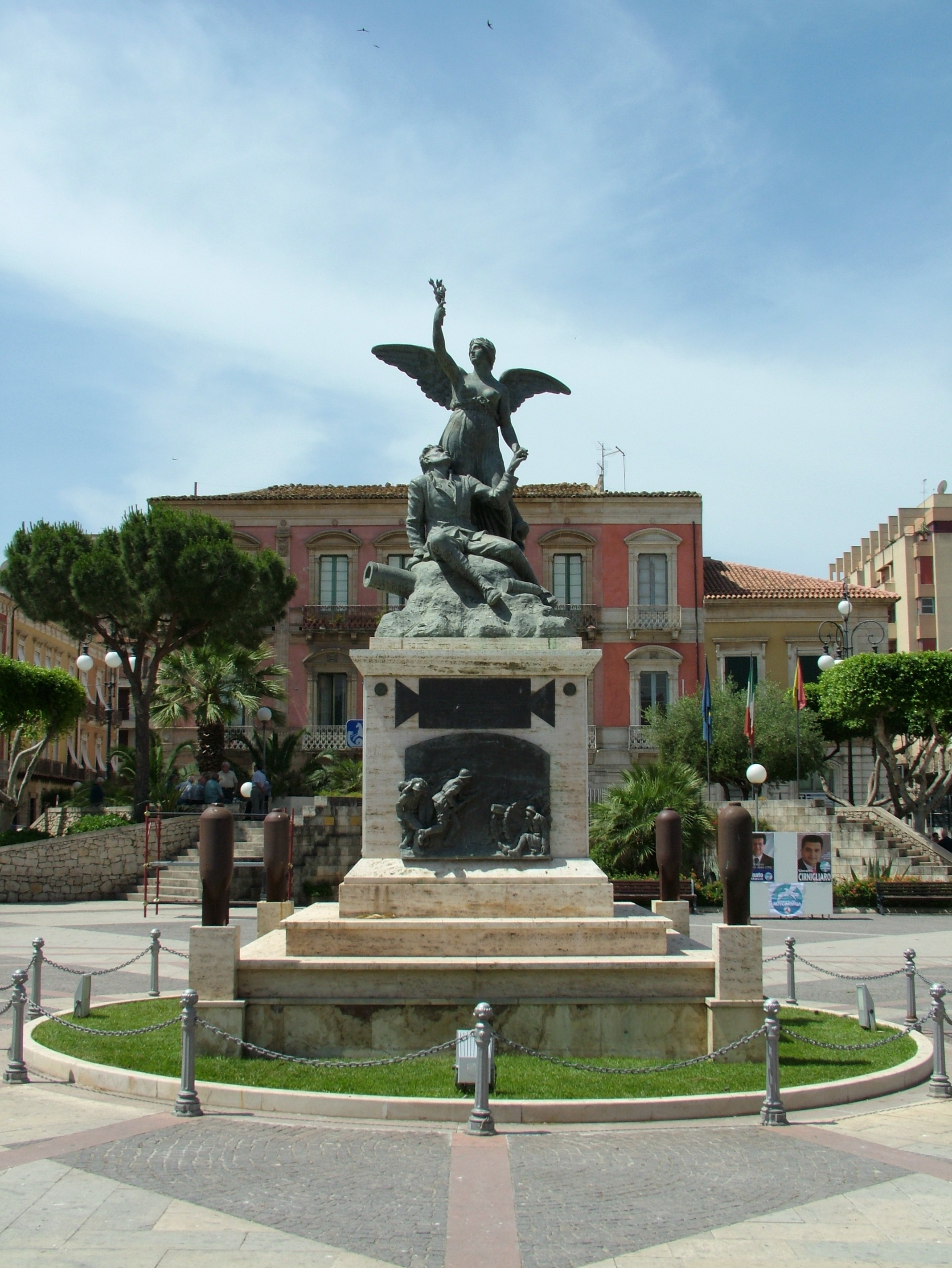
П'яцца дель Пополо (Народна площа) у Вітторії
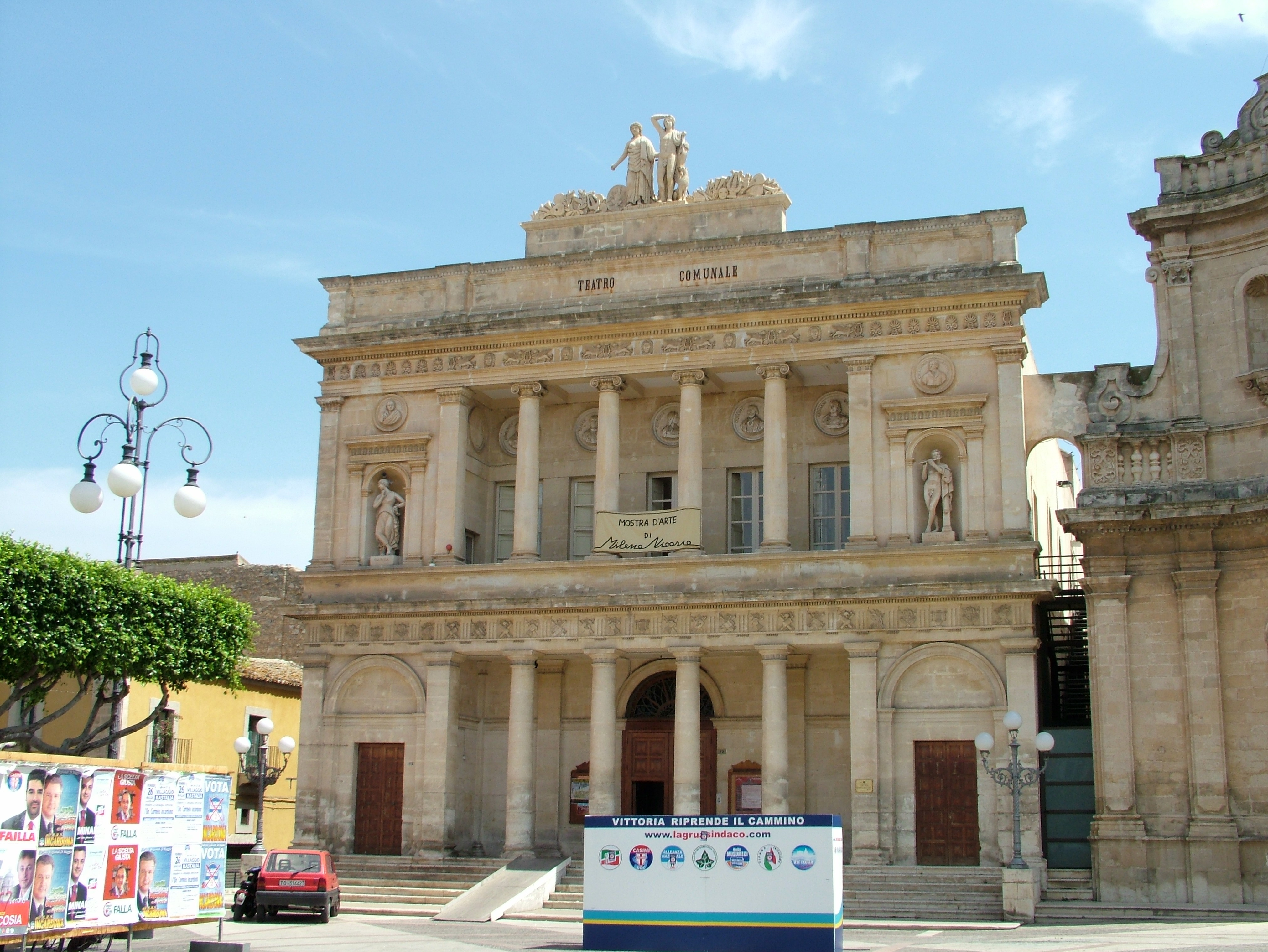
Міський театр у Вітторії
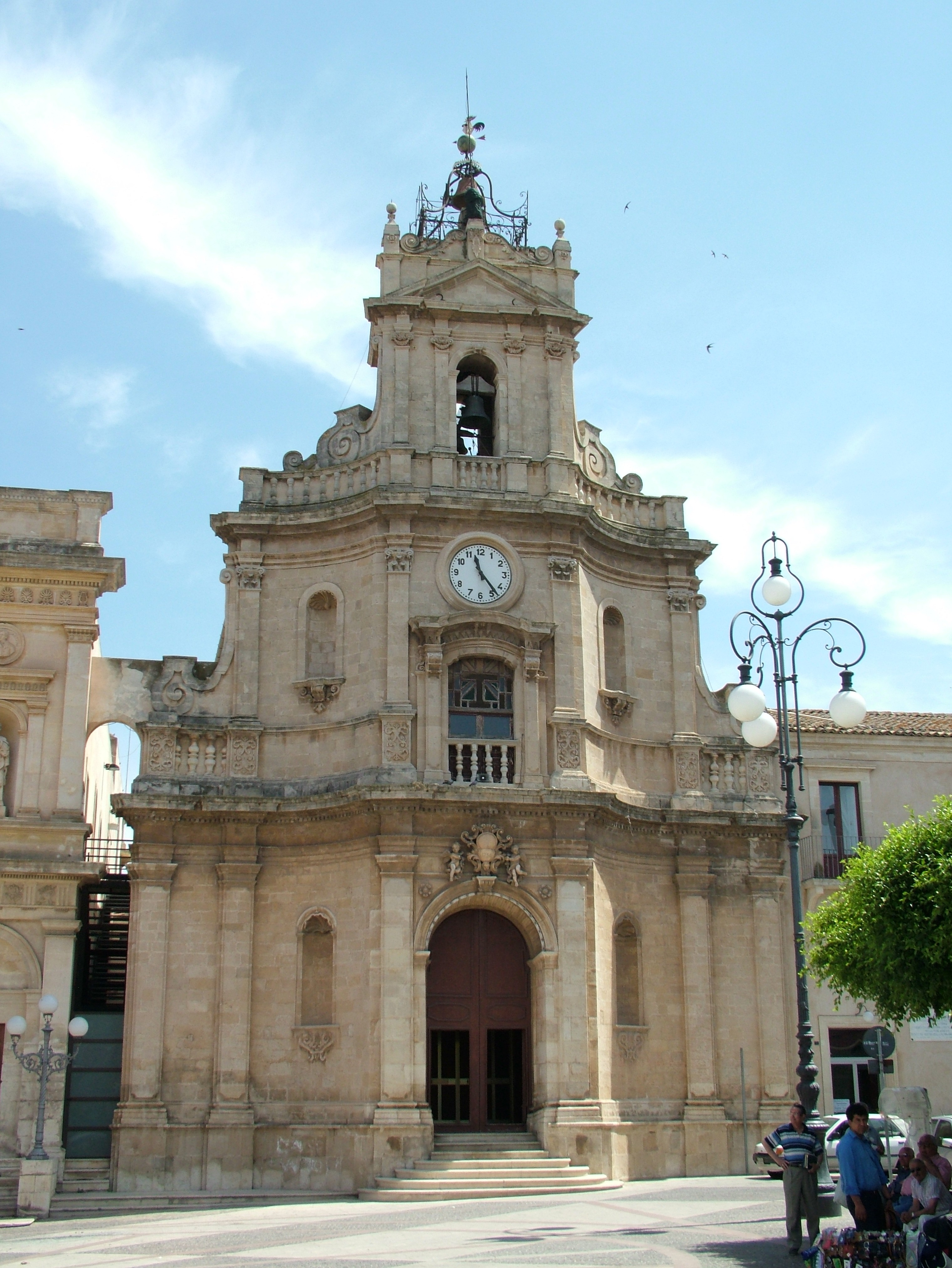
Церква та монастир Милості у Вітторії